# 美好證券
美好證券股份有限公司（英語：Good Finance Securities Co., Ltd.），前身為大慶證券，是一家台灣的證券公司，1988年成立，總部設於台北市，分公司設於基隆、新北、桃園、苗栗、台中、台南、高雄，2003年成為上櫃公司（臺證所：6021）。

## 歷史沿革

### 大慶證券時期

#### 公司成立
1988年，大慶證券由莊家三兄弟莊隆文、莊隆昌、莊隆慶經營起家。1993年，財政部證券管理委員會核准大慶證券增資發行新股證券，增資後實收資本額擴張至新臺幣2億5,000萬元，蘆洲分公司開始營業。後來大慶證券亦持續擴張各地營業據點。

#### 版圖佈局
恰逢1991年起台灣證券業的第一波合併潮，大慶於是在1994年合併中壢台慶與苗栗協慶，更名為中壢、苗栗分公司，在台灣證券業當中崛起。
90年代，大慶接連成立自營、承銷、期貨及網路部門，並持續在台灣各地設立分公司，截至1999年，大慶一路在新北市蘆洲、楊梅、泰山、中和以及高雄、基隆、台南、台中成立分公司，版圖幾近擴張至全台灣，

##### 台股違約潮
同一時期，台灣股市發生各式各樣的鉅額違約事件，包括華隆案、厚生違約交割，多家證券公司也都捲入鉅額違約事件中，大慶證券成功避開這一波台股違約潮，未有爆出任何違約風波。

#### 掛牌上櫃
2000年，大慶證券開始規劃掛牌上櫃，至2003年正式上櫃。
2010年，大慶再增設證券投資顧問業務，2011年，以每股新台幣21.517元、總金額8.6億合併富順證券，業務據點擴為14處，總市佔率0.65%。12月25日是合併基準日。同年，成立富順分公司與長榮分公司。

#### 莊家經營權動盪
2018年1月22日，時任董事長莊隆慶發生個人財務危機，次日公司接獲其請辭信，於同日召開董事會，選任加慶科技代表人莊明理接手董事長，並於23日生效。

#### 黃谷涵入主大慶
2018年9月，亞洲價值資本集團透過毛毛蟲資本，完成公開收購大慶證券的51%普通股。歷經前兩次的主動併購，這一次大慶原始股東莊家交棒傳承，同年度由黃谷涵出任董事長，正式併入亞洲價值資本集團。

#### 業務擴張
2020年，大慶證券規模持續擴張，上半年總收益約50億元，員工規模擴大至約410人，全台灣共有12個營業據點。同年，大慶證券首次發行資產管理商品「債券＋保本結構型商品」。
2021年，大慶證券成立私募股權子公司，拓展私人市場業務。同年，大慶證券展開空間實驗計畫，在台北總公司與小智研發合作，以環境永續設計為主軸，改造部分營業廳空間。

### 美好證券時期
2022年1月26日，大慶證券正式更名為美好證券。

## 經營團隊
| 中文名 | 備註 |
| 成員   | 成員 |
| ------ | --- |
| 黃谷涵 | 現任美好證券董事長 亞洲價值資本創辦人                                                                                       |
| 莊達修 | 現任美好證券總經理 |
| 沈育德 | 現任美好證券科技長 麻省理工媒體實驗室碩士 曾任中國電話邦營運長                                                              |
| 羅申駿 | 現任美好證券品牌長 JL DESIGN創辦人，歷任數屆金曲獎、金馬獎頒獎典禮視覺設計統籌 曾任數字王國中華區視覺特效總經理兼執行副總裁 |

## 退票事件
2018年1月22日，大慶證券（今美好證券）時任董事長莊隆慶個人發生支票退票事件，次日公司接獲董事長莊隆慶請辭信，同日大慶召開董事會，推選由加慶科技有限公司代表人莊明理出任董座。
同年6月4日，中華民國金融監督管理委員會證交所與櫃買中心前往大慶證券全面盤點公司資產，以釐清前董事長莊隆慶是否有挪用公款情況，查核後未發現異常，未有挪用公款的情況。6月23日，櫃買中心以大慶證券未依相關規定公告前董座莊隆慶於1月22日個人跳票事件，處以50萬元罰金。

## 外部連結
- 美好金融的Facebook專頁
- 美好金融官方網站 （页面存档备份，存于）
- 亞洲價值資本官方網站 （页面存档备份，存于）